# Django, ton tour viendra
Pour plus de détails, voir Fiche technique et Distribution.
Django, ton tour viendra (Allegri becchini... arriva Trinità) est un western spaghetti italien sorti en 1972, réalisé par Ferdinando Merighi, sous le pseudonyme de Fred Lyon Morris.

## Synopsis
Un groupe de bandits, dirigés par un chef sans pitié, qui porte une capuche, enlève et tue une jeune femme. Quand le frère de la victime, Django Randall, dit « Trinità de l'Ouest » revient au pays, commence un règlement de comptes. Son but est de venger la mort de sa sœur, mais aussi de ramener la paix dans la petite communauté.

## Fiche technique
- Titre français : Django, ton tour viendra[2]
- Titre original italien : Allegri becchini… arriva Trinità
- Genre : western spaghetti
- Réalisation : Ferdinando Merighi
- Scénario : Ferdinando Merighi
- Musique : Marcello Gigante
- Production : Giulio Giuseppe Negri, Gino Turini pour Grifo International Films, Nomentana Film
- Photographie : Pasquale Fanetti, Giorgio Montagnani
- Montage : Luigi Batzella
- Effets spéciaux : Agostino Possanza
- Maquillage : Corrado Blengini
- Durée : 85 minutes
- Année de sortie : 1972
- Format d'image : 2.35:1
- Pays de production :  Italie
- Langue originale : italien
- Distribution en Italie : Indipendenti Regionali
- Date de sortie en salle : 8 mars 1973, inédit à Paris, distribué en province[2]

## Distribution
- Dino Strano (sous le pseudo de Dean Stratford) : Chad Randall dit Django (Trinità de l'Ouest / shérif Colt)
- Gino Turini (sous le pseudo de John Braun) : shérif Danny
- Gordon Mitchell : Marvin
- Luciano Conti (sous le pseudo de Lucy McMurray) : Caccolla
- Amerigo Castrighella (sous le pseudo de Gastry Gay) : Cain
- Mike Monty : indien
- Veronica Sava : Maggie Oliver
- Mario Dardanelli : Danny Oliver
- Maily Doria : Adelita